# Wabot
Wabot (auch WABOT geschrieben, kurz für „WAseda roBOT“) war ein Robotikprojekt der Waseda-Universität in Japan, das 1970 mit dem Ziel ins Leben gerufen wurde, einen intelligenten humanoiden Roboter, einen „personal robot“, zu entwickeln.

## Wabot-1
Der 1973 vorgestellte Wabot-1 war der weltweit erste voll funktionsfähige humanoide Roboter. Er konnte gehen, Objekte ergreifen und tragen und in japanischer Sprache kommunizieren. Seine mentalen Fähigkeiten wurden mit denen eines eineinhalbjährigen Kindes verglichen.

## Wabot-2
1980 wurde das Nachfolgeprojekt Wabot-2 gestartet. Ziel war die Entwicklung eines spezialisierten humanoiden Roboters, der Noten lesen und Keyboard spielen konnte. Zudem konnte der 1984 präsentierte Wabot-2 mit einem Menschen kommunizieren und ihn beim Singen auf dem Keyboard begleiten.